# Nekrolog 2. Quartal 1956
Nekrolog
◄◄
| ◄
| 1952
| 1953
| 1954
| 1955
| 1956 | 1957 | 1958 | 1959 | 1960 | ► | ►►
1. Quartal |
2. Quartal |
3. Quartal |
4. Quartal 1956
Weitere Ereignisse | Allgemeiner Nekrolog 1956
Die Beschreibung der verstorbenen Person sollte so kurz wie möglich gehalten sein und nur deren signifikante Tätigkeit(en) enthalten.
Neue Namen ggf. auch unter dem Geburts- und Sterbedatum, also etwa unter 1. Januar und im Geburts- und Sterbejahr (2024) eintragen (nur bei entsprechender großer Wichtigkeit). Für Beispiele siehe die schon vorhandenen Artikel.
Außerdem über die fünf zuletzt Verstorbenen, zu denen es einen ausreichend guten Artikel für eine Präsentation auf der Hauptseite gibt, nach der todesbedingten Überarbeitung der Artikel ggf. auch unter Wikipedia Diskussion:Hauptseite informieren und sie am besten auch in den anderen Wikipedia-Sprachversionen eintragen. Tipp: Regelmäßig bei news.google.de nach „ist tot“, „gestorben“ oder „verstorben“ suchen.
Wenn eine Person gestorben ist, gibt es viele Seiten zu dieser Person in der Wikipedia, die davon auch betroffen sind und entsprechend aktualisiert werden müssen. Beispiele: Namenübersichtsseite, Geburtsjahr, Geburtsort-Seiten und viele mehr.
Wie finde ich die betroffenen Seiten?
Im Suchfeld auf der linken Seite gibt man den Suchbegriff so ein: „Vorname Nachname“. Dann klickt man auf Volltext und alle Seiten mit entsprechendem Suchtext werden aufgerufen. Hier sieht man dann schnell, wo auch das Todesjahr Sinn macht oder sogar ein Teil des Artikels angepasst werden muss. Auch hilft das „Werkzeug“ auf der linken Seite sehr gut, um solche Seiten aufzufinden: „Links auf diese Seite“. Somit ist die Wikipedia wieder aktuell in allen Bereichen! Hinweis: bei Eintragung der Kategorie „Gestorben JAHR“ wird der Missbrauchsfilter 49 ausgelöst, was jedoch nicht schlimm ist. Siehe: Spezial:Missbrauchsfilter/49
Dies ist eine Liste von im zweiten Quartal 1956 verstorbenen bekannten Persönlichkeiten. Die Einträge erfolgen innerhalb der einzelnen Daten alphabetisch sortiert. Tiere sind im Nekrolog für Tiere zu finden.

## April
| Tag       | Name                                | Beruf, bekannt als                                                                                           | Alter | Beleg |
| --------- | ----------------------------------- | --- | ----- | ----- |
| 1. April  | Fernand Dineur                      | belgischer Comic-Zeichner und Autor                                                                          | 51    |       |
| 1. April  | Viola Gillette                      | US-amerikanische Sängerin                                                                                    | 84    |       |
| 1. April  | Frank Jay Gould                     | US-amerikanischer Philanthrop und Hotelbesitzer                                                              | 78    |       |
| 1. April  | Claudio Isopescu                    | rumänischer Romanist, Italianist, Rumänist und Hispanist, der vor allem in Italien wirkte                    | 61    |       |
| 1. April  | Pavel Janák                         | tschechischer Architekt und Architekturtheoretiker                                                           | 74    |       |
| 1. April  | Tibor Lubinszky                     | ungarischer Kinderdarsteller der Stummfilmzeit                                                               | 46    |       |
| 1. April  | Michail Iwanowitsch Tereschtschenko | russischer Politiker, Großgrundbesitzer und Zuckerfabrikant ukrainischer Abstammung                          | 70    |       |
| 1. April  | Moriz Violin                        | österreichisch-US-amerikanischer Pianist, Komponist und Klavierlehrer                                        | 77    |       |
| 2. April  | Filippo De Pisis                    | italienischer Maler                                                                                          | 59    |       |
| 2. April  | Eugene M. Kulischer                 | russisch-US-amerikanischer Soziologe                                                                         | 74    |       |
| 2. April  | Fritz Künkel                        | deutscher Psychiater                                                                                         | 66    |       |
| 2. April  | Thomas Jefferson Lilly              | US-amerikanischer Politiker                                                                                  | 77    |       |
| 2. April  | Karl von Luxburg                    | deutscher Diplomat                                                                                           | 83    |       |
| 2. April  | Takamura Kōtarō                     | japanischer Bildhauer, Lyriker und Essayist                                                                  | 73    |       |
| 2. April  | Willy Victor                        | deutscher Jurist                                                                                             | 80    |       |
| 2. April  | Ferdinand Zunker                    | deutscher Wasserwirtschaftler                                                                                | 69    |       |
| 3. April  | Erhard Raus                         | deutscher Generaloberst                                                                                      | 67    |       |
| 3. April  | Amelie Ruths                        | deutsche Malerin und Grafikerin                                                                              | 84    |       |
| 03. April | Charles Vestergaard                 | dänischer Geher                                                                                              | 72    |       |
| 3. April  | Norbert Weber                       | erster Abt der Benediktiner-Erzabtei St. Ottilien                                                            | 85    |       |
| 4. April  | Agnes Esterházy                     | österreichische Schauspielerin                                                                               | 65    |       |
| 4. April  | Carl Häbler                         | deutscher Chirurg                                                                                            | 62    |       |
| 4. April  | Sebastian Killermann                | deutscher katholischer Geistlicher und Mykologe                                                              | 85    |       |
| 4. April  | Paul Knobbe                         | deutscher Architekt                                                                                          | 89    |       |
| 04. April | Ernst Lindner                       | österreichischer Architekt                                                                                   | 85    |       |
| 4. April  | Fausto Sampaio                      | portugiesischer Maler                                                                                        | 63    |       |
| 4. April  | Franz Teping                        | deutscher Ministerialrat und Schulleiter                                                                     | 75    |       |
| 4. April  | Hans David Tobar                    | deutscher Schauspieler, Autor und Kabarettist                                                                | 67    |       |
| 4. April  | Martin Waßmund                      | deutscher Chirurg, Zahnarzt, Hochschullehrer und Facharzt für Zahn-, Mund- und Kieferheilkunde               | 63    |       |
| 4. April  | Reinhold Zimmermann                 | deutscher Schulleiter, Chordirigent und Musikschriftsteller                                                  | 66    |       |
| 5. April  | Manilal Gandhi                      | Sohn von Mahatma Gandhi; wie sein Vater aktiv in der Unabhängigkeitsbewegung Indiens                         | 63    |       |
| 5. April  | Richard Peters                      | deutscher Bürgermeister                                                                                      | 83    |       |
| 5. April  | Paul Rudolf                         | Schweizer Ruderer                                                                                            | 63    |       |
| 5. April  | Wilhelm Schussen                    | deutscher Schriftsteller                                                                                     | 81    |       |
| 6. April  | Siegfried Graf Lehndorff            | preußischer Landstallmeister in Neustadt, Graditz und Trakehnen                                              | 86    |       |
| 6. April  | Johannes Malsch                     | deutscher Physiker und Hochschullehrer                                                                       | 53    |       |
| 6. April  | Fritz Polack                        | deutscher Offizier, zuletzt Generalleutnant im Zweiten Weltkrieg                                             | 63    |       |
| 6. April  | Ida Schumacher                      | bayerische Komödiantin                                                                                       | 62    |       |
| 6. April  | Gertrud Wurmb                       | deutsche Malerin                                                                                             | 78    |       |
| 07. April | Wilfred Blatherwick                 | US-amerikanischer Tennisspieler                                                                              | 85    |       |
| 7. April  | Adolf Hofmeister                    | deutscher Historiker                                                                                         | 72    |       |
| 7. April  | Sven Linderot                       | schwedischer kommunistischer Politiker, Mitglied des Riksdag                                                 | 66    |       |
| 7. April  | Mabell Ogilvy, Countess of Airlie   | britische Adlige, Schriftstellerin und Hofdame der Queen Mary                                                | 90    |       |
| 7. April  | Benno Ostertag                      | deutscher Rechtsanwalt und Notar                                                                             | 63    |       |
| 7. April  | Ernst Pethig                        | deutscher Architekt und Maler                                                                                | 63    |       |
| 8. April  | Hellmuth Böhlke                     | deutscher Offizier, zuletzt Generalleutnant im Zweiten Weltkrieg                                             | 63    |       |
| 8. April  | August Braun                        | deutscher Maler christlicher Kunst                                                                           | 79    |       |
| 8. April  | Wolf Gold                           | israelischer Rabbiner                                                                                        | 67    |       |
| 8. April  | Lester Petrie                       | US-amerikanischer Politiker                                                                                  | 78    |       |
| 8. April  | Franz Wallner                       | österreichischer Politiker (CS), Landtagsabgeordneter                                                        | 73    |       |
| 9. April  | Georgios Banikas                    | griechischer Stabhochspringer                                                                                | 67    |       |
| 9. April  | Josef Fiebiger                      | österreichischer Tierarzt                                                                                    | 86    |       |
| 9. April  | Luigi Gibezzi                       | italienischer Ingenieur, Fußballspieler und -funktionär                                                      | 73    |       |
| 9. April  | Moritz Pathé                        | deutscher Maler und Buchillustrator                                                                          | 62    |       |
| 9. April  | Siegfried Seidemann                 | deutscher Architekt                                                                                          | 77    |       |
| 10. April | Anton Grath                         | österreichischer Bildhauer                                                                                   | 74    |       |
| 10. April | Helmut Küpper                       | deutscher Verleger                                                                                           | 51    |       |
| 10. April | Hermann Meinhard Poppen             | deutscher Kirchenmusiker und Dirigent                                                                        | 71    |       |
| 10. April | Erwin Theodor Rupp                  | deutscher Apotheker                                                                                          | 84    |       |
| 10. April | Božidar Širola                      | jugoslawischer Komponist                                                                                     | 66    |       |
| 10. April | Gisela Werbezirk                    | österreichische Theater- und Filmschauspielerin                                                              | 81    |       |
| 11. April | Wilhelm Dyckerhoff                  | deutscher Verwaltungsjurist und Parlamentarier                                                               | 87    |       |
| 11. April | Alva Clark Forney                   | US-amerikanischer Politiker                                                                                  | 85    |       |
| 11. April | Zilphia Horton                      | US-amerikanische Aktivistin und Musikerin                                                                    | 45    |       |
| 11. April | Margaret McCoubrey                  | britische Suffragette, Pazifistin, Politikerin und Aktivistin in der Genossenschafts- und Arbeiterbewegung   | 76    |       |
| 11. April | Francis Tyler                       | US-amerikanischer Bobfahrer                                                                                  | 51    |       |
| 12. April | Paul Kempner                        | deutscher Bankier                                                                                            | 66    |       |
| 12. April | Constantin von Mitschke-Collande    | deutscher Porträtmaler, Figurenmaler, Holzschneider und Lithograf                                            | 71    |       |
| 12. April | José Moscardó                       | spanischer General                                                                                           | 77    |       |
| 13. April | Alfred Birlem                       | deutscher Fußballschiedsrichter                                                                              | 68    |       |
| 13. April | Evelyn Beatrice Hall                | englische Schriftstellerin                                                                                   | 87    |       |
| 13. April | Emil Nolde                          | deutsch-dänischer Maler des Expressionismus                                                                  | 88    |       |
| 14. April | Johannes Busch                      | deutscher evangelischer Pfarrer, Bekennender Christ und Evangelist                                           | 51    |       |
| 14. April | Joseph Clark                        | US-amerikanischer Tennisspieler                                                                              | 94    |       |
| 14. April | Lucie Euler                         | deutsche Schauspielerin                                                                                      | 78    |       |
| 14. April | Franz Federschmidt                  | US-amerikanischer Rudersportler                                                                              | 62    |       |
| 14. April | Adam Foßhag                         | deutscher Lehrer und Heimatforscher                                                                          | 77    |       |
| 14. April | Rudolf Isay                         | deutscher Jurist, Patentanwalt und Kartellfachmann                                                           | 70    |       |
| 14. April | Louis Joner                         | deutscher Hotelier                                                                                           | 76    |       |
| 14. April | Christian Rub                       | deutscher Kinderdarsteller und Schauspieler in den Vereinigten Staaten                                       | 70    |       |
| 14. April | Carl Schreck                        | deutscher Politiker (SPD), MdR                                                                               | 82    |       |
| 14. April | August Rudolf Wild                  | deutscher Edelsteingraveur und Gemmenschneider                                                               | 64    |       |
| 15. April | Adam Eismann                        | deutscher katholischer Priester                                                                              | 83    |       |
| 15. April | Michael Gamper                      | Priester und Publizist                                                                                       | 71    |       |
| 15. April | Kathleen Howard                     | kanadisch-amerikanische Schauspielerin, Opernsängerin (Alt) und Journalistin                                 | 71    |       |
| 15. April | Ludwig Mühlhausen                   | deutscher Keltologe                                                                                          | 67    |       |
| 16. April | Max Leon Flemming                   | deutscher Kaufmann, Konsul der Niederlande, Kunstsammler und -mäzen                                          | 74    |       |
| 16. April | Petro Karmanskyj                    | ukrainischer Dichter, Journalist, Übersetzer und Mitglied der literarisch-modernistischen Gruppe Moloda musa | 77    |       |
| 16. April | Richard Kolkwitz                    | deutscher Botaniker                                                                                          | 83    |       |
| 16. April | Jean de Marguenat                   | französischer Autorennfahrer                                                                                 | 62    |       |
| 16. April | Adolf Mühlhan                       | deutscher Maler und Grafiker                                                                                 | 69    |       |
| 16. April | Jacob Muyser                        | katholischer Priester, Ordensmann und Liturgiewissenschaftler                                                | 59    |       |
| 16. April | Leonard Peterson                    | schwedischer Turner                                                                                          | 70    |       |
| 16. April | Cassian Reiser                      | deutscher Kirchenmusiker und Domkapellmeister in Augsburg                                                    | 74    |       |
| 16. April | Hermann Ludwig Schmid               | deutscher Mathematiker                                                                                       | 47    |       |
| 16. April | Kurt Waschow                        | deutscher Staatsanwalt, Kammergerichtsrat und Bundesrichter                                                  | 75    |       |
| 17. April | Lavinia Dock                        | US-amerikanische Krankenschwester, Pflegewissenschaftlerin und Pflegehistorikerin                            | 98    |       |
| 17. April | Friedrich Fangohr                   | deutscher General der Infanterie                                                                             | 56    |       |
| 17. April | Chaim Müntz                         | polnisch-deutscher Mathematiker                                                                              | 71    |       |
| 17. April | Walter Seifert                      | deutscher SS-Führer                                                                                          | 60    |       |
| 18. April | Hermann Harrassowitz                | deutscher Geologe und Paläontologe                                                                           | 70    |       |
| 18. April | Acácio Lino                         | portugiesischer Maler                                                                                        | 78    |       |
| 18. April | Felix Matuszkiewicz                 | deutscher Historiker und Rechtswissenschaftler                                                               | 71    |       |
| 18. April | Tadeusz Michejda                    | polnischer Arzt und Politiker, Mitglied des Sejm                                                             | 76    |       |
| 18. April | Johanna Niederhellmann              | sozialdemokratische Widerstandskämpferin                                                                     | 65    |       |
| 18. April | Edward Travis                       | britischer Kryptoanalytiker und Geheimdienst-Mitarbeiter                                                     | 67    |       |
| 19. April | Johann Bossi                        | Schweizer Politiker (KVP)                                                                                    | 81    |       |
| 19. April | Jørgen Chemnitz                     | grönländischer Landesrat und Dolmetscher                                                                     | 66    |       |
| 19. April | Ernst Robert Curtius                | deutscher Gelehrter und Romanist                                                                             | 70    |       |
| 19. April | Joseph Löhr                         | deutscher römisch-katholischer Theologe und Kirchenrechtler                                                  | 78    |       |
| 19. April | Arno Pötzsch                        | deutscher Erzieher, Pfarrer und Kirchenliederdichter                                                         | 55    |       |
| 20. April | Lorenzo Camilieri                   | griechisch-amerikanischer Komponist und Chorleiter                                                           |       |       |
| 20. April | Albert Engstfeld                    | deutscher Maler                                                                                              | 79    |       |
| 20. April | Josef Sobainsky                     | bildender Künstler                                                                                           | 76    |       |
| 21. April | Angelo Dibona                       | Südtiroler Bergführer und Kletterer                                                                          | 77    |       |
| 21. April | Stan Golestan                       | rumänischer Komponist                                                                                        | 80    |       |
| 21. April | Georg Gottheiner                    | deutscher Verwaltungsjurist und Politiker (DNVP), MdR                                                        | 76    |       |
| 21. April | Charles MacArthur                   | US-amerikanischer Drehbuchautor                                                                              | 60    |       |
| 21. April | Alfons Spiessens                    | belgischer Radrennfahrer                                                                                     | 67    |       |
| 22. April | Hugo Borbeck                        | deutscher Maschinenbau-Ingenieur und Manager der metallverarbeitenden Industrie                              | 75    |       |
| 22. April | Walt Faulkner                       | US-amerikanischer Rennfahrer                                                                                 | 36    |       |
| 22. April | Gustav Haug                         | schweizerischer Komponist sowie Dirigent                                                                     | 84    |       |
| 22. April | Vlastimil Lada-Sázavský             | böhmischer Fechter                                                                                           | 70    |       |
| 22. April | Josef Pazelt                        | österreichischer Autor, Pädagoge und Politiker (SPÖ), Abgeordneter zum Nationalrat                           | 65    |       |
| 22. April | Jan Šrámek                          | tschechischer Geistlicher und tschechoslowakischer Politiker                                                 | 85    |       |
| 22. April | Ernst Weidner                       | deutscher Politiker (FDP), MdL                                                                               | 70    |       |
| 23. April | Bruno Amiet                         | Schweizer Lokalhistoriker                                                                                    | 52    |       |
| 23. April | Peter Bade                          | deutscher Orthopäde                                                                                          | 83    |       |
| 23. April | Raymond Cordy                       | französischer Schauspieler                                                                                   | 57    |       |
| 23. April | Friedrich Schönemann                | deutscher Literaturwissenschaftler, Amerikanist und Politiker (FDP), MdL                                     | 69    |       |
| 23. April | Paul Ziegler                        | deutscher Architekt und kommunaler Baubeamter                                                                | 81    |       |
| 24. April | Albrecht Alt                        | deutscher evangelischer Theologe und Alttestamentler                                                         | 72    |       |
| 24. April | Ferdinand Frankenberger             | österreichischer Bauer und Politiker (CSP), Abgeordneter zum Nationalrat                                     | 69    |       |
| 24. April | Kurt Moosdorf                       | deutscher Politiker (SPD), MdL und MdB                                                                       | 72    |       |
| 24. April | Theodor Nußbaum                     | deutscher Garten- und Landschaftsarchitekt, Gartendirektor in Köln                                           | 70    |       |
| 24. April | Henry Stephenson                    | britischer Film- und Theaterschauspieler                                                                     | 85    |       |
| 25. April | Albert de Dietrich                  | französischer Ingenieur, Unternehmer, Maler, Schriftsteller und Sammler                                      | 94    |       |
| 25. April | Adolf Friedrich                     | deutscher Völkerkundler                                                                                      | 42    |       |
| 25. April | Hugo Gugg                           | deutscher Landschaftsmaler                                                                                   | 77    |       |
| 25. April | Heinrich Herrling                   | deutscher Architekt                                                                                          | 72    |       |
| 25. April | Richard Mildenstrey                 | deutscher Politiker (KPD/SED), MdL Sachsen                                                                   | 71    |       |
| 25. April | Nemesio Otaño                       | spanischer Musikwissenschaftler, Komponist und Jesuit                                                        | 75    |       |
| 25. April | Paul Renner                         | deutscher Typograf, Grafikdesigner und Autor                                                                 | 77    |       |
| 25. April | Emil Stahl                          | deutscher Politiker (SPD), MdR, MdL                                                                          | 76    |       |
| 25. April | Jean Ybarnégaray                    | französischer Politiker                                                                                      | 72    |       |
| 26. April | Edward Arnold                       | US-amerikanischer Schauspieler                                                                               | 66    |       |
| 26. April | Anna Bornemann                      | deutsche Malerin                                                                                             | 81    |       |
| 26. April | Gustav Oelsner                      | deutscher Architekt, Stadtplaner und Baubeamter                                                              | 77    |       |
| 26. April | Henrique da Rocha Lima              | brasilianischer Mediziner und Pathologe                                                                      | 76    |       |
| 26. April | John Storrs                         | amerikanischer Bildhauer, Maler und Grafiker                                                                 | 70    |       |
| 27. April | Otto Max Gabriel Schlagintweit      | deutscher Geologe und Paläontologe                                                                           | 75    |       |
| 28. April | Friedrich Kratochwjle               | österreichischer Landschaftsarchitekt                                                                        | 73    |       |
| 28. April | Vigor Lindberg                      | schwedischer Fußballspieler                                                                                  | 57    |       |
| 28. April | Fred Marriott                       | US-amerikanischer Rennfahrer                                                                                 | 83    |       |
| 28. April | Friedrich Schmidt-Ott               | deutscher Wissenschaftsorganisator                                                                           | 95    |       |
| 29. April | Harold Bride                        | britischer Funkoffizier und Marconi-Funker                                                                   | 66    |       |
| 29. April | Otto Graf                           | deutscher Bauingenieur und Materialwissenschaftler                                                           | 75    |       |
| 29. April | Joseph L. Hurley                    | US-amerikanischer Politiker                                                                                  | 58    |       |
| 29. April | Wilhelm Ritter von Leeb             | deutscher Offizier, zuletzt Generalfeldmarschall im Zweiten Weltkrieg                                        | 79    |       |
| 29. April | Wilhelm Senne                       | deutscher Politiker (SPD), MdL                                                                               | 61    |       |
| 29. April | Howard C. Shober                    | US-amerikanischer Politiker                                                                                  | 96    |       |
| 29. April | Fritz Wandel                        | deutscher Politiker (KPD) und Widerstandskämpfer gegen den Nationalsozialismus                               | 57    |       |
| 30. April | Alben W. Barkley                    | US-amerikanischer Politiker, Vizepräsident der Vereinigten Staaten                                           | 78    |       |
| 30. April | Fritz Deinhard                      | deutscher Cellist und Konzertmeister                                                                         | 74    |       |
| 30. April | Modesto Denis                       | paraguayischer Fußballspieler                                                                                | 55    |       |
| 30. April | Morten Pedersen Porsild             | dänischer Botaniker                                                                                          | 83    |       |
| 30. April | Frances Rose                        | US-amerikanische Opernsängerin                                                                               | 80    |       |
| 30. April | Ugaki Kazushige                     | japanischer General                                                                                          | 87    |       |

## Mai
| Tag     | Name                               | Beruf, bekannt als                                                                                              | Alter | Beleg |
| ------- | ---------------------------------- | --- | ----- | ----- |
| 1. Mai  | William Ashurst                    | englischer Fußballspieler                                                                                       | 60    |       |
| 1. Mai  | Hans Dannenbaum                    | deutscher evangelischer Theologe, Stadtmissionsdirektor und Pfarrer                                             | 61    |       |
| 1. Mai  | Johann Wilhelm Naumann             | deutscher Journalist und Verleger                                                                               | 58    |       |
| 1. Mai  | LeRoy Samse                        | US-amerikanischer Leichtathlet                                                                                  | 72    |       |
| 1. Mai  | Jakob Schönberg                    | deutscher Komponist und Musikwissenschaftler                                                                    | 55    |       |
| 2. Mai  | Ludwig Mayrhofer                   | österreichischer Orgelbauer                                                                                     | 93    |       |
| 2. Mai  | Richard Sallaba                    | österreichischer Schauspieler sowie Opern- und Operettensänger (Tenor)                                          | 50    |       |
| 2. Mai  | Thure Sjöstedt                     | schwedischer Ringer                                                                                             | 52    |       |
| 3. Mai  | Franz Barckhausen                  | deutscher General der Artillerie                                                                                | 63    |       |
| 3. Mai  | Albert Kallee                      | deutscher Jurist, Landgerichtsdirektor in Stuttgart (1937–1947)                                                 | 71    |       |
| 3. Mai  | Andreas Knack                      | deutscher Krankenhausdirektor und Abgeordneter der Hamburgischen Bürgerschaft                                   | 69    |       |
| 3. Mai  | Ludwig Thormaehlen                 | deutscher Kunsthistoriker und Bildhauer                                                                         | 66    |       |
| 3. Mai  | Peter Watson                       | englischer Kunstsammler und Mäzen                                                                               | 47    |       |
| 4. Mai  | Mina Benson Hubbard                | kanadische Forschungsreisende                                                                                   | 86    |       |
| 4. Mai  | André Boissier                     | Schweizer Diplomat                                                                                              | 52    |       |
| 4. Mai  | Johann Oberhammer                  | österreichischer Politiker, Landtagsabgeordneter                                                                | 77    |       |
| 4. Mai  | Fielding L. Wright                 | US-amerikanischer Politiker                                                                                     | 60    |       |
| 5. Mai  | Fritz Engelke                      | deutscher lutherischer Theologe                                                                                 | 78    |       |
| 5. Mai  | Karel Rudolph Gallas               | niederländischer Romanist und Lexikograf                                                                        | 88    |       |
| 5. Mai  | Miklós Nyiszli                     | jüdischer Mediziner und Buchautor                                                                               | 54    |       |
| 5. Mai  | Franz Pfaudler                     | österreichischer Schauspieler                                                                                   | 62    |       |
| 5. Mai  | Russell Shearman                   | US-amerikanischer Spezialeffektkünstler                                                                         | 51    |       |
| 5. Mai  | Shin Ik-hee                        | koreanischer Politiker                                                                                          | 63    |       |
| 5. Mai  | William Titt                       | britischer Turner                                                                                               | 75    |       |
| 6. Mai  | Fergus Anderson                    | britischer Motorradrennfahrer                                                                                   | 47    |       |
| 6. Mai  | Carl Brockelmann                   | deutscher Orientalist und Semitist                                                                              | 87    |       |
| 6. Mai  | Paul Burckhardt                    | Schweizer Lehrer und Historiker                                                                                 | 83    |       |
| 6. Mai  | Karl Schworm                       | deutscher Nationalsozialist, deutscher Autor und Heimatdichter                                                  | 67    |       |
| 6. Mai  | Arthur Vanderstuyft                | belgischer Radrennfahrer                                                                                        | 72    |       |
| 6. Mai  | Karl Weiß                          | deutscher Fotograf und Grafiker                                                                                 | 80    |       |
| 7. Mai  | Maria Brand                        | deutsche Landtagsabgeordnete                                                                                    | 78    |       |
| 7. Mai  | George Bretz                       | kanadischer Lacrossespieler                                                                                     | 75    |       |
| 7. Mai  | Oscar Faber                        | britischer Bauingenieur                                                                                         | 69    |       |
| 7. Mai  | Ludwig Freude                      | deutsch-argentinischer Unternehmer                                                                              |       |       |
| 7. Mai  | Jakob Hartmann                     | Kaminfeger und Schweizer Volksdichter                                                                           | 79    |       |
| 7. Mai  | Josef Hoffmann                     | österreichischer Architekt und Designer                                                                         | 85    |       |
| 7. Mai  | Walther Schoenborn                 | deutscher Rechtswissenschaftler                                                                                 | 72    |       |
| 7. Mai  | Leopold Wlach                      | österreichischer Klarinettist und Klarinettenpädagoge                                                           | 53    |       |
| 8. Mai  | Aimée Rapin                        | Schweizer Malerin                                                                                               | 87    |       |
| 8. Mai  | Käte Richter-Lohse                 | deutsche Malerin und Grafikerin                                                                                 | 51    |       |
| 8. Mai  | Max Schmidt                        | deutscher Ingenieur, Industrieller und Politiker (DVP), MdR                                                     | 82    |       |
| 8. Mai  | Otto Sebastian Weickgenannt        | Erbohrer der Schwefelquelle, Begründer des Schwefelbad Mingolsheim und Mühlenbesitzer                           | 86    |       |
| 9. Mai  | Jean-Louis Bretteville             | norwegischer Fußballspieler                                                                                     | 50    |       |
| 9. Mai  | Otto Dibbelt                       | deutscher Biologe und Pädagoge                                                                                  | 74    |       |
| 9. Mai  | Franz Schehl                       | österreichischer Althistoriker                                                                                  | 58    |       |
| 9. Mai  | Leah Rachel Yoffie                 | russisch-amerikanische Autorin und Volkskundlerin                                                               | 73    |       |
| 10. Mai | Adele Gerhard                      | deutsche Schriftstellerin                                                                                       | 87    |       |
| 10. Mai | Wilhelm Haller                     | deutsch-jüdischer Architekt                                                                                     | 71    |       |
| 10. Mai | Michalakis Karaolis                | zyprischer Widerstandskämpfer                                                                                   | 23    |       |
| 10. Mai | Clarence E. Mulford                | US-amerikanischer Schriftsteller                                                                                | 73    |       |
| 10. Mai | Thomas Rolph                       | US-amerikanischer Politiker                                                                                     | 71    |       |
| 10. Mai | F. W. Schröder-Schrom              | deutscher Schauspieler                                                                                          | 76    |       |
| 10. Mai | Albert Talhoff                     | Schweizer Schriftsteller und Choreograph                                                                        | 67    |       |
| 11. Mai | Walter Sydney Adams                | US-amerikanischer Astronom                                                                                      | 79    |       |
| 11. Mai | William P. Elmer                   | US-amerikanischer Politiker                                                                                     | 85    |       |
| 11. Mai | Paul Ernst Levy                    | deutscher Chemiker und Hüttenkundler                                                                            | 80    |       |
| 11. Mai | Matsumoto Takashi                  | japanischer Schriftsteller                                                                                      | 50    |       |
| 11. Mai | Victor Wetterström                 | schwedischer Curler                                                                                             | 71    |       |
| 12. Mai | Vladimír Ambros                    | tschechischer Komponist                                                                                         | 65    |       |
| 12. Mai | Louis Calhern                      | US-amerikanischer Schauspieler                                                                                  | 61    |       |
| 12. Mai | Leon Duray                         | US-amerikanischer Autorennfahrer                                                                                | 62    |       |
| 12. Mai | Christel Jankowsky                 | deutsche KZ-Aufseherin                                                                                          | 36    |       |
| 12. Mai | Bohuslav Leopold                   | tschechischer Komponist, Violinvirtuose und Musikverleger                                                       | 67    |       |
| 12. Mai | Arthur Letondal                    | kanadischer Organist, Musikpädagoge und Komponist                                                               | 87    |       |
| 12. Mai | Franklin Menges                    | US-amerikanischer Politiker                                                                                     | 97    |       |
| 12. Mai | Edgar Page                         | englischer Hockey- und Cricketspieler                                                                           | 71    |       |
| 12. Mai | Karl Rösener                       | deutscher Militärarzt und Tropenmediziner                                                                       | 76    |       |
| 13. Mai | Jürgen Borcherdt                   | niederdeutscher Lustspiel- und Possenautor, sowie Schriftsteller                                                | 86    |       |
| 13. Mai | Alexander Alexandrowitsch Fadejew  | russischer Schriftsteller                                                                                       | 54    |       |
| 13. Mai | Don Kirkpatrick                    | US-amerikanischer Jazzpianist und Arrangeur                                                                     | 50    |       |
| 13. Mai | Franz Klinghardt                   | deutscher Geologe, Paläontologe und Prähistoriker                                                               | 73    |       |
| 13. Mai | Robert Wyss                        | Schweizer Schwimmer und Wasserballspieler                                                                       | 55    |       |
| 14. Mai | Andreas Hinterholzer               | österreichischer Bildhauer                                                                                      | 80    |       |
| 14. Mai | Albert Jan Kluyver                 | niederländischer Mikrobiologe und Biochemiker                                                                   | 67    |       |
| 14. Mai | Wilhelm Otto                       | deutscher Politiker (CDU), MdL                                                                                  | 57    |       |
| 14. Mai | Maxime Quartenoud                  | Schweizer Politiker                                                                                             | 58    |       |
| 14. Mai | Otto Uebele                        | deutscher Kaffeeexporteur und deutscher Konsul in Santos                                                        | 79    |       |
| 14. Mai | Fritz Zaugg                        | Schweizer Politiker                                                                                             | 70    |       |
| 15. Mai | Jovan Bandur                       | jugoslawischer Komponist                                                                                        | 56    |       |
| 15. Mai | Hermann Ludwig Blankenburg         | deutscher Komponist                                                                                             | 79    |       |
| 15. Mai | Elisabeth Huch                     | deutsche Theaterschauspielerin                                                                                  | 72    |       |
| 15. Mai | Paul Köttgen                       | deutscher Bodenkundler                                                                                          | 75    |       |
| 15. Mai | Julius Oetiker                     | Schweizer Jurist und Staatsbeamter                                                                              | 78    |       |
| 15. Mai | Adrian Rollini                     | US-amerikanischer Jazzmusiker                                                                                   | 52    |       |
| 15. Mai | Austin Osman Spare                 | britischer Grafiker, Maler und Magier                                                                           | 69    |       |
| 16. Mai | Heinrich Wilhelm Behrens           | deutscher Architekt                                                                                             | 82    |       |
| 16. Mai | Sylvester Murau                    | deutscher Major des MfS                                                                                         |       |       |
| 16. Mai | Christian Staib                    | norwegischer Segler                                                                                             | 64    |       |
| 17. Mai | Anton Lindeck                      | deutscher Rechtsanwalt und Mitglied des Vorläufigen Reichswirtschaftsrates                                      | 84    |       |
| 17. Mai | Gottlieb Mezger                    | württembergischer Landtagsabgeordneter                                                                          | 77    |       |
| 18. Mai | Josef Busch                        | deutscher Gärtner und Vorsitzender des Allgemeinen Deutschen Gärtnervereins                                     | 76    |       |
| 18. Mai | Johannes Gährs                     | deutscher Bauingenieur, Ministerialdirektor im Reichsverkehrsministerium und Präsident der Preußischen Akade... | 81    |       |
| 18. Mai | Hans Haering                       | deutscher Architekt                                                                                             | 80    |       |
| 18. Mai | Viktor Jantzen                     | deutscher Politiker (SPD)                                                                                       | 80    |       |
| 18. Mai | Georg Kalkbrenner                  | Finanzsenator der Hansestadt und ist Träger des Großen Bundesverdienstkreuzes                                   | 80    |       |
| 18. Mai | Jaroslav Krejčí                    | tschechoslowakischer Rechtsanwalt und Politiker                                                                 | 63    |       |
| 18. Mai | Ernst Lewalter                     | deutscher Germanist, Lehrer und Publizist                                                                       | 63    |       |
| 18. Mai | Arthur St. Norman                  | südafrikanischer Geher und Marathonläufer                                                                       | 77    |       |
| 19. Mai | Ferdinand Andri                    | österreichischer Maler                                                                                          | 85    |       |
| 19. Mai | Giacinto Cardi                     | Priester und Generalrektor der Pallottiner                                                                      | 79    |       |
| 19. Mai | Ernest Martin Hennings             | deutsch-US-amerikanischer Maler                                                                                 | 70    |       |
| 19. Mai | Otto Pannenbecker                  | deutscher Politiker (Zentrum), MdB                                                                              | 77    |       |
| 19. Mai | Gustav Schiefer                    | deutscher Gewerkschaftsführer und Stadtrat                                                                      | 79    |       |
| 20. Mai | Pierre Allemane                    | französischer Fußballspieler                                                                                    | 74    |       |
| 20. Mai | Gustav Bastel                      | deutscher Stadtbaumeister und Architekt                                                                         | 78    |       |
| 20. Mai | Max Beerbohm                       | englischer Parodist und Karikaturist                                                                            | 83    |       |
| 20. Mai | Albert Duquesne                    | kanadischer Schauspieler                                                                                        |       |       |
| 20. Mai | William John Gies                  | US-amerikanischer Biochemiker, Begründer moderner Zahnmedizinausbildung                                         | 84    |       |
| 20. Mai | Zoltán von Halmay                  | ungarischer Schwimmer                                                                                           | 74    |       |
| 20. Mai | Alois Hitler junior                | Halbbruder von Adolf Hitler                                                                                     | 74    |       |
| 20. Mai | Bob Olsen                          | amerikanischer Science-Fiction-Autor                                                                            | 72    |       |
| 20. Mai | Harold S. Tolley                   | US-amerikanischer Politiker                                                                                     | 62    |       |
| 21. Mai | Loring M. Black junior             | US-amerikanischer Jurist und Politiker                                                                          | 70    |       |
| 21. Mai | Walter Geisdorf                    | deutscher Radrennfahrer                                                                                         | 62    |       |
| 21. Mai | Kurt Heinig                        | deutscher Lithograph, Politiker (SPD), MdR und Journalist                                                       | 70    |       |
| 21. Mai | Joseph Schilter                    | Schweizer Kirchenmaler und Entwerfer von Bleiglasfenstern                                                       | 85    |       |
| 22. Mai | Samuel Jackson Barnett             | US-amerikanischer Physiker                                                                                      | 82    |       |
| 22. Mai | Ferdinand Bock von Wülfingen       | deutscher Generalleutnant, Erbdrost und Erbkämmerer des Fürstentums Hildesheim                                  | 72    |       |
| 22. Mai | Franz Fiedler                      | österreichischer Politiker (SPÖ, ÖVP), Landtagsabgeordneter im Burgenland                                       | 58    |       |
| 22. Mai | Johann Klein                       | deutscher Landwirt und Abgeordneter                                                                             | 81    |       |
| 22. Mai | Walther Kossel                     | deutscher Physiker und Hochschullehrer                                                                          | 68    |       |
| 22. Mai | Georg Lehmann                      | deutscher Politiker (FDP)                                                                                       | 59    |       |
| 22. Mai | Heinrich Tränker                   | deutscher Buchhändler, Antiquar, Okkultist und Theosoph                                                         | 75    |       |
| 23. Mai | Antonie Barth                      | zweite Gattin von Herzog Ludwig in Bayern                                                                       | 84    |       |
| 23. Mai | Andrew James Louis Brennan         | US-amerikanischer Geistlicher, Bischof von Richmond                                                             | 78    |       |
| 23. Mai | Robert Gordon-Finlayson            | britischer General                                                                                              | 75    |       |
| 23. Mai | Robert S. Lewis                    | US-amerikanischer Politiker                                                                                     | 99    |       |
| 23. Mai | Gustav Suits                       | estnischer Lyriker                                                                                              | 72    |       |
| 24. Mai | Franz Boeres                       | deutscher Maler, Bildhauer und Schmuckdesigner                                                                  | 83    |       |
| 24. Mai | Eugen Dieth                        | Schweizer Anglist, Phonetiker und Dialektologe                                                                  | 62    |       |
| 24. Mai | Mies Elout-Drabbe                  | niederländische Malerin und Zeichnerin                                                                          | 81    |       |
| 24. Mai | Fritz Joubert Duquesne             | südafrikanischer Abenteurer und Spion                                                                           | 78    |       |
| 24. Mai | Guy Kibbee                         | US-amerikanischer Film- und Theaterschauspieler                                                                 | 74    |       |
| 24. Mai | Wilhelm Naegel                     | deutscher Politiker (CDU), MdL Niedersachsen, MdB                                                               | 51    |       |
| 24. Mai | Heinrich Rabeling                  | deutscher Politiker (NSDAP), Oberbürgermeister der Stadt Oldenburg (1933–1945)                                  | 65    |       |
| 24. Mai | Georg Vogt                         | deutscher Kunstmaler, Kunstgewerbler und Akademieprofessor                                                      | 74    |       |
| 25. Mai | Erich Boden                        | deutscher Internist                                                                                             | 72    |       |
| 25. Mai | Georg Jürgen von Flotow            | deutscher Großgrundbesitzer                                                                                     | 87    |       |
| 25. Mai | Finis J. Garrett                   | US-amerikanischer Politiker                                                                                     | 80    |       |
| 25. Mai | William T. Granahan                | US-amerikanischer Politiker                                                                                     | 60    |       |
| 25. Mai | Victor Herold                      | deutscher Historiker und Gymnasialdirektor                                                                      | 65    |       |
| 25. Mai | Johann Radon                       | österreichischer Mathematiker                                                                                   | 68    |       |
| 25. Mai | Curt Thesing                       | deutscher Biologe, Autor und Übersetzer von populärwissenschaftlicher Literatur                                 | 77    |       |
| 26. Mai | Mir Dschafar Abbassowitsch Bagirow | sowjetischer Politiker der KPdSU                                                                                | 59    |       |
| 26. Mai | Emmy Heller                        | deutsche Historikerin                                                                                           | 69    |       |
| 26. Mai | Roger Pipoz                        | Schweizer Radrennfahrer                                                                                         | 51    |       |
| 26. Mai | George King Raudenbush             | US-amerikanischer Violinist und Dirigent                                                                        | 57    |       |
| 26. Mai | Al Simmons                         | US-amerikanischer Baseballspieler                                                                               | 54    |       |
| 27. Mai | Arthur Goddard                     | englischer Fußballspieler                                                                                       | 77    |       |
| 27. Mai | Səməd Vurğun                       | aserbaidschanischer Dichter                                                                                     | 50    |       |
| 28. Mai | Hans Conrad Bodmer                 | Schweizer Industrieller und Autographen-Sammler                                                                 | 64    |       |
| 28. Mai | Max Friedlaender                   | deutscher Jurist                                                                                                | 82    |       |
| 28. Mai | Sakata Kazuo                       | japanischer Maler                                                                                               | 66    |       |
| 28. Mai | Richard Schnauder                  | deutscher Bildhauer und Zeichner                                                                                | 70    |       |
| 29. Mai | Hermann Abendroth                  | deutscher Dirigent und Politiker, MdV                                                                           | 73    |       |
| 29. Mai | Theodor Bäuerle                    | deutscher Pädagoge, Verwaltungsbeamter und Politiker                                                            | 73    |       |
| 29. Mai | Frank Beaurepaire                  | australischer Schwimmer                                                                                         | 65    |       |
| 29. Mai | Cormac Breathnach                  | irischer Politiker                                                                                              |       |       |
| 29. Mai | Johannes Jørgensen                 | dänischer Dichter und Schriftsteller                                                                            | 89    |       |
| 29. Mai | Joannes Henricus Maria Koenen      | niederländischer Neurologe                                                                                      | 63    |       |
| 29. Mai | Walter Lewis                       | kanadischer Ruderer                                                                                             | 70    |       |
| 29. Mai | Franz Moericke                     | deutscher Handwerker, Widerstandskämpfer gegen den Nationalsozialismus und Politiker (KPD, SED), MdR, MdV       | 71    |       |
| 29. Mai | Wassyl Panejko                     | ukrainischer Journalist, Diplomat und Außenminister der Westukrainischen Volksrepublik                          |       |       |
| 29. Mai | Robert Friedrich Karl Scholtz      | expressionistischer Porträt- und Landschaftsmaler                                                               | 79    |       |
| 29. Mai | Hal Winkler                        | kanadischer Eishockeytorwart                                                                                    | 64    |       |
| 30. Mai | Heinrich Kolfhaus                  | evangelischer Pfarrer                                                                                           | 77    |       |
| 30. Mai | George Murray Levick               | britischer Arzt und Antarktik-Forscher                                                                          | 79    |       |
| 30. Mai | Carl Neuberg                       | deutscher Biochemiker                                                                                           | 78    |       |
| 30. Mai | Valaida Snow                       | US-amerikanische Jazztrompeterin und Sängerin                                                                   | 51    |       |
| 30. Mai | Tadeusz Wilczak                    | polnischer Dirigent                                                                                             | 47    |       |
| 31. Mai | Karl Dieter                        | deutscher Kriminalrat und Kommandant des Jugendkonzentrationslagers Moringen                                    | 53    |       |
| 31. Mai | Homer L. Lyon                      | US-amerikanischer Politiker                                                                                     | 77    |       |
| 31. Mai | Joseph Maria von Radowitz          | deutscher Offizier, Generalleutnant im Zweiten Weltkrieg und zuletzt Generalmajor der Bundeswehr                | 56    |       |
| 31. Mai | Diedrich Westermann                | deutscher Afrikanist und Ethnologe                                                                              | 80    |       |
| Mai     | Robert Deumer                      | deutscher Jurist                                                                                                | 73    |       |
| Mai     | Fred Ohms                          | US-amerikanischer Jazzmusiker (Posaune)                                                                         |       |       |
| Mai     | Erich Puch                         | deutscher Marathonläufer                                                                                        | 44    |       |

## Juni
| Tag      | Name                                 | Beruf, bekannt als                                                                  | Alter | Beleg |
| -------- | ------------------------------------ | ----------------------------------------------------------------------------------- | ----- | ----- |
| 1. Juni  | Jesse H. Jones                       | US-amerikanischer Unternehmer, Politiker und Verleger                               | 82    |       |
| 1. Juni  | Peter Simons                         | deutscher Lehrer und Heimatforscher                                                 | 79    |       |
| 1. Juni  | Matthew Woll                         | US-amerikanischer Gewerkschafter                                                    | 76    |       |
| 2. Juni  | Arthur Adolph                        | deutscher Politiker (DStP), MdR                                                     | 60    |       |
| 2. Juni  | Andreas von Antropoff                | deutscher Chemiker und Hochschullehrer                                              | 77    |       |
| 2. Juni  | Richard S. Edwards junior            | US-amerikanischer Admiral der US Navy                                               | 71    |       |
| 2. Juni  | Jean Hersholt                        | dänisch-US-amerikanischer Schauspieler                                              | 69    |       |
| 2. Juni  | Georg Rauschning                     | preußischer Verwaltungsjurist und Landrat                                           | 80    |       |
| 2. Juni  | Heinrich Schmittmann                 | deutscher Jurist                                                                    | 77    |       |
| 2. Juni  | Friedrich Wilhelm Stein              | deutscher Politiker (FDP), MdL                                                      | 69    |       |
| 3. Juni  | Fukushi Masaichi                     | japanischer Pathologe                                                               | 78    |       |
| 3. Juni  | Victor Gonzalez                      | französischer Orgelbauer                                                            | 78    |       |
| 3. Juni  | Piet Ouborg                          | niederländischer Maler und Grafiker des Surrealismus                                | 63    |       |
| 3. Juni  | Siegfried Trebitsch                  | österreichischer Dramatiker, Lyriker, Erzähler und Übersetzer                       | 87    |       |
| 3. Juni  | Hans Zickendraht                     | Schweizer Physiker und Radiopionier                                                 | 74    |       |
| 3. Juni  | Emmy Zweybrück                       | österreichisch-amerikanische Grafikerin, Kunstpädagogin, Textil- und Modedesignerin | 66    |       |
| 4. Juni  | Auguste Jean Baptiste Chevalier      | französischer Botaniker                                                             | 82    |       |
| 4. Juni  | Max Kowalski                         | deutscher Komponist                                                                 | 73    |       |
| 4. Juni  | Foster Waterman Stearns              | US-amerikanischer Politiker                                                         | 74    |       |
| 4. Juni  | Elisabeth Walter                     | deutsche Lehrerin und Schriftstellerin                                              | 58    |       |
| 4. Juni  | Wilhelm Werrlein                     | deutscher Jurist und Politiker (BCSV, CDU)                                          | 78    |       |
| 05. Juni | Mathias Glomnes                      | norwegischer Sportschütze                                                           | 87    |       |
| 5. Juni  | Wassili Wassiljewitsch Netschajew    | sowjetrussischer Pianist, Komponist und Musikpädagoge                               | 60    |       |
| 5. Juni  | Armido Rizzetto                      | italienischer Radrennfahrer                                                         | 63    |       |
| 5. Juni  | Rudolph Sauerwein                    | deutscher Automobilrennfahrer                                                       | 55    |       |
| 5. Juni  | Fanny von Wilamowitz-Moellendorff    | schwedische Schriftstellerin                                                        | 74    |       |
| 6. Juni  | Hiram Bingham III                    | US-amerikanischer Archäologe, Forschungsreisender und Politiker                     | 80    |       |
| 6. Juni  | Charles Turner Joy                   | Vizeadmiral der US Navy                                                             | 61    |       |
| 6. Juni  | Reinhard Koester                     | deutscher Schriftsteller                                                            | 71    |       |
| 6. Juni  | Otto Lukas                           | deutscher Lehrer, Heimatdichter und Schriftsteller                                  | 74    |       |
| 6. Juni  | Louis Maurin                         | französischer General und Politiker                                                 | 87    |       |
| 6. Juni  | Margaret Wycherly                    | britische Schauspielerin                                                            | 74    |       |
| 7. Juni  | Julien Benda                         | französischer Philosoph und Schriftsteller                                          | 88    |       |
| 7. Juni  | Johann Eibensteiner                  | österreichischer Politiker (SPÖ), Landtagsabgeordneter, Mitglied des Bundesrates    | 57    |       |
| 7. Juni  | Charles E. McKenzie                  | US-amerikanischer Politiker                                                         | 59    |       |
| 7. Juni  | Juri Dmitrijewitsch Wardimiadi       | sowjetischer Fußballspieler                                                         |       |       |
| 8. Juni  | Hugo Egon Kubaseck                   | deutscher Fußballfunktionär                                                         |       |       |
| 8. Juni  | Wilhelm van Laak                     | Arzt und Politiker (CDU), MdL                                                       | 74    |       |
| 8. Juni  | Marie Laurencin                      | französische Lyrikerin und Malerin                                                  | 72    |       |
| 8. Juni  | Jan Lechoń                           | polnischer Schriftsteller                                                           | 56    |       |
| 8. Juni  | Hans Meiser                          | deutscher lutherischer Landesbischof von Bayern                                     | 75    |       |
| 8. Juni  | Friedel Merzenich                    | deutsche Schriftstellerin und Journalistin                                          | 76    |       |
| 8. Juni  | Walter Rhys, 7. Baron Dynevor        | britischer Adliger und Politiker, Mitglied des House of Commons                     | 82    |       |
| 9. Juni  | Chandrashekhar Agashe                | indischer Industrieller                                                             | 68    |       |
| 9. Juni  | Alfred Isaac                         | deutscher Wirtschaftswissenschaftler                                                | 67    |       |
| 9. Juni  | Ferdinand Jodl                       | deutscher Offizier, zuletzt General der Gebirgstruppe im Zweiten Weltkrieg          | 59    |       |
| 9. Juni  | Edith Summers Kelley                 | kanadische Schriftstellerin                                                         | 72    |       |
| 9. Juni  | J. Alfred Taylor                     | US-amerikanischer Politiker                                                         | 77    |       |
| 10. Juni | Fritz Dirtl                          | österreichischer Motorradrennfahrer                                                 | 28    |       |
| 10. Juni | Fletcher Pratt                       | US-amerikanischer Autor                                                             | 59    |       |
| 11. Juni | Corrado Alvaro                       | italienischer Schriftsteller                                                        | 61    |       |
| 11. Juni | Frank Brangwyn                       | walisischer Maler, Grafiker, Illustrator und Designer                               | 89    |       |
| 11. Juni | Gustav Klimpel                       | deutscher Kommunalpolitiker (SPD)                                                   | 64    |       |
| 11. Juni | Ralph Morgan                         | US-amerikanischer Film- und Theaterschauspieler                                     | 72    |       |
| 11. Juni | Eduard Springer                      | deutscher Beamter                                                                   | 83    |       |
| 11. Juni | Frank Trumbauer                      | US-amerikanischer Jazz-Musiker                                                      | 55    |       |
| 11. Juni | Georges Vallerey senior              | französischer Schwimmer                                                             | 53    |       |
| 12. Juni | Phelan Beale                         | US-amerikanischer Anwalt                                                            | 75    |       |
| 12. Juni | Johann-Erasmus von Malsen-Ponickau   | deutscher SS-Führer und Polizist zur Zeit des Nationalsozialismus                   | 61    |       |
| 12. Juni | Adolf Rieger                         | deutscher Ringer                                                                    | 56    |       |
| 13. Juni | John J. Eagan                        | US-amerikanischer Politiker                                                         | 84    |       |
| 13. Juni | Joseph B. Ely                        | US-amerikanischer Politiker                                                         | 75    |       |
| 13. Juni | Reginald Goss-Custard                | englischer Organist und Komponist                                                   | 79    |       |
| 13. Juni | Sofja Wladimirowna Panina            | russische Philanthropin, Mäzenin, Politikerin und Feministin                        | 84    |       |
| 13. Juni | Erich Roth                           | deutscher evangelischer Theologe und Philosoph                                      | 38    |       |
| 14. Juni | Ernst von Küchler                    | deutscher Diplomat                                                                  | 71    |       |
| 14. Juni | Martha Schlag                        | deutsche Politikerin (KPD/SPD), MdL                                                 | 81    |       |
| 14. Juni | Alfred Schmidt                       | deutscher Oberbürgermeister von Mülheim an der Ruhr (1928–1933)                     | 75    |       |
| 15. Juni | Ernst Leitz II                       | deutscher Unternehmer                                                               | 85    |       |
| 15. Juni | Erich Wernick                        | deutscher Jurist und Politiker (CNBL/ThLB), MdL                                     | 78    |       |
| 16. Juni | Christopher Gitsham                  | südafrikanischer Marathonläufer                                                     | 67    |       |
| 16. Juni | Franz Hirschler                      | deutscher Rechtsanwalt und Kommunalpolitiker (SPD)                                  | 75    |       |
| 16. Juni | Fritz Koch-Gotha                     | deutscher Grafiker, Zeichner, Karikaturist, Illustrator und Schriftsteller          | 79    |       |
| 16. Juni | Ernst Kuss                           | Chemiker                                                                            | 67    |       |
| 16. Juni | Paul Georg Münch                     | deutscher Volksschullehrer, Reformpädagoge und Schriftsteller                       | 79    |       |
| 16. Juni | Bert Geer Phillips                   | US-amerikanischer Maler                                                             | 87    |       |
| 17. Juni | Berta Ottenstein                     | deutsche Dermatologin                                                               | 65    |       |
| 17. Juni | Enrico Prampolini                    | italienischer Maler, Bühnenbildner und Designer von Bühnenkostümen                  | 62    |       |
| 17. Juni | Paul Rostock                         | Chirurg und Hochschullehrer, Angeklagter im Nürnberger Ärzteprozess                 | 64    |       |
| 17. Juni | Bob Sweikert                         | US-amerikanischer Rennfahrer                                                        | 30    |       |
| 17. Juni | Artur Văitoianu                      | rumänischer General, Politiker und Ministerpräsident des Landes                     | 92    |       |
| 18. Juni | Gerhard Bonwetsch                    | deutscher Historiker, Schulbuchautor und Schulleiter am Stadtgymnasium Detmold      | 71    |       |
| 18. Juni | Niels Christian Ditleff              | norwegischer Diplomat                                                               | 74    |       |
| 18. Juni | Hans Ranzoni der Ältere              | österreichischer Maler                                                              | 87    |       |
| 18. Juni | Rudolf Ruedemann                     | US-amerikanischer Paläontologe deutscher Herkunft                                   | 91    |       |
| 19. Juni | Alexander Crichlow Barker Sr.        | US-amerikanischer Geschäftsmann                                                     |       |       |
| 19. Juni | Wilhelm Feit                         | deutscher Chemiker                                                                  | 89    |       |
| 19. Juni | Charles A. Kading                    | US-amerikanischer Politiker                                                         | 82    |       |
| 19. Juni | Lester Lee                           | US-amerikanischer Filmkomponist                                                     | 52    |       |
| 19. Juni | Wladimir Afanassjewitsch Obrutschew  | sowjetischer Geologe, Geograph und Schriftsteller                                   | 92    |       |
| 19. Juni | Karl Snell                           | deutscher Pflanzenbauwissenschaftler                                                | 75    |       |
| 19. Juni | Lulu von Strauß und Torney           | deutsche Schriftstellerin                                                           | 82    |       |
| 19. Juni | Thomas J. Watson                     | US-amerikanischer Unternehmer                                                       | 82    |       |
| 19. Juni | Carlos Wyld Ospina                   | guatemaltekischer Schriftsteller                                                    | 65    |       |
| 20. Juni | Hanns Beck-Gaden                     | deutscher Regisseur                                                                 | 65    |       |
| 20. Juni | René Bougnol                         | französischer Fechter                                                               | 45    |       |
| 20. Juni | Willy Gilbert                        | norwegischer Segler                                                                 | 74    |       |
| 20. Juni | August Hinrichs                      | deutscher Schriftsteller                                                            | 77    |       |
| 20. Juni | Frithiof Mårtensson                  | schwedischer Ringer                                                                 | 72    |       |
| 20. Juni | Patrick McGrath                      | irischer Politiker                                                                  |       |       |
| 20. Juni | Johannes Meerfeld                    | deutscher Politiker (SPD), MdR                                                      | 84    |       |
| 20. Juni | Minnie Nast                          | deutsche Opernsängerin im Stimmfach Koloratursopran                                 | 81    |       |
| 21. Juni | Robert Gardner                       | US-amerikanischer Golfspieler und Stabhochspringer                                  | 66    |       |
| 21. Juni | Cesare Milani                        | italienischer Ruderer                                                               | 51    |       |
| 21. Juni | Otto Reimann                         | deutscher Theaterschauspieler, Regisseur und Theaterintendant                       | 85    |       |
| 21. Juni | Hilda Schärf                         | österreichische Ehegatte des Bundespräsidenten                                      | 70    |       |
| 21. Juni | Gustav Adolf Weigand                 | deutscher KPD Politiker                                                             | 63    |       |
| 21. Juni | John G. Wright                       | russisch-US-amerikanischer Übersetzer und trotzkistischer Aktivist                  |       |       |
| 22. Juni | Carl Eeg                             | deutscher Architekt                                                                 | 79    |       |
| 22. Juni | Friedrich Hefele                     | deutscher Historiker und Archivar                                                   | 71    |       |
| 22. Juni | Walter de la Mare                    | englischer Dichter, Autor von Kurzgeschichten, Romanen und Kinderbüchern            | 83    |       |
| 22. Juni | José Perotti                         | chilenischer Maler und Bildhauer                                                    | 58    |       |
| 22. Juni | Karl Pirich                          | österreichischer Architekt                                                          | 81    |       |
| 22. Juni | Václav Řezáč                         | tschechischer Schriftsteller                                                        | 55    |       |
| 23. Juni | Reinhold Moritzewitsch Glière        | russischer Komponist                                                                | 81    |       |
| 23. Juni | Eduard Schmitz                       | deutscher Kaufmann und Kulturförderer                                               | 59    |       |
| 23. Juni | Paul Ziegler                         | deutscher Politiker                                                                 | 64    |       |
| 24. Juni | George Breed                         | US-amerikanischer Fechter                                                           | 79    |       |
| 24. Juni | Cornelius Stüssgen                   | rheinischer Handelsunternehmer und Begründer der Selbstbedienungsläden              | 79    |       |
| 24. Juni | Elton Watkins                        | US-amerikanischer Politiker                                                         | 74    |       |
| 25. Juni | Ernest J. King                       | US-amerikanischer Admiral                                                           | 77    |       |
| 25. Juni | Miyagi Michio                        | japanischer Komponist                                                               | 62    |       |
| 25. Juni | Otto Prase                           | deutscher Malermeister und Farbforscher                                             | 81    |       |
| 25. Juni | Eduard Štorch                        | tschechischer Schriftsteller, Pädagoge und Archäologe                               | 78    |       |
| 25. Juni | Christer Thorn                       | schwedischer Romanist und Sprachgeograph                                            | 77    |       |
| 25. Juni | Boris Vermont                        | russisch-US-amerikanischer Filmproduzent und Filmeditor                             | 52    |       |
| 25. Juni | Erich Wandschneider                  | deutscher Jurist                                                                    |       |       |
| 25. Juni | Werner Wittstadt                     | deutscher Chemiker                                                                  | 48    |       |
| 26. Juni | Karl M. Baer                         | deutsch-israelischer Schriftsteller und Zionist                                     | 71    |       |
| 26. Juni | Clifford Brown                       | US-amerikanischer Jazztrompeter                                                     | 25    |       |
| 26. Juni | Richard Eichenauer                   | deutscher Musikschriftsteller                                                       | 63    |       |
| 26. Juni | Richie Powell                        | amerikanischer Jazzmusiker                                                          | 24    |       |
| 27. Juni | Edward Peter Carville                | US-amerikanischer Politiker                                                         | 71    |       |
| 27. Juni | Harry S. Day                         | US-amerikanischer Politiker                                                         | 85    |       |
| 27. Juni | Carl Dienstbach                      | deutscher Musiker, Journalist und Erfinder                                          | 86    |       |
| 27. Juni | Erich Theodor Holtz                  | deutscher Maler                                                                     | 70    |       |
| 27. Juni | Jacob Abraham Theophilos Kalapurakal | indischer Geistlicher, Bischof der Syro-Malankara Katholischen Kirche               | 65    |       |
| 28. Juni | Hsu Mo                               | chinesischer Jurist und Richter am Internationalen Gerichtshof                      | 62    |       |
| 29. Juni | Max Emmerich                         | US-amerikanischer Leichtathlet                                                      | 77    |       |
| 29. Juni | Hermann Görner                       | deutscher Gewichtheber und berufsmäßiger Kraftathlet                                | 65    |       |
| 29. Juni | Herbert S. Schönfeldt                | US-amerikanischer zionistischer Jurist und Verbandsfunktionär                       | 61    |       |
| 29. Juni | Thomas R. Underwood                  | US-amerikanischer Politiker                                                         | 58    |       |
| 30. Juni | Richard Borowski                     | deutscher Bergmann und Politiker (SPD), MdL                                         | 61    |       |
| 30. Juni | Annie Bousquet                       | französische Autorennfahrerin österreichischer Herkunft                             | 31    |       |
| 30. Juni | Karl Daiber                          | deutscher Architekt und Kommunalpolitiker                                           | 78    |       |
| 30. Juni | Alfredo Ferrari                      | italienischer Motorkonstrukteur                                                     | 24    |       |
| 30. Juni | Julius Lippert                       | deutscher Journalist und Politiker in der Zeit des Nationalsozialismus, MdL         | 60    |       |
| 30. Juni | Thorleif Lund                        | norwegischer Theater- und Filmschauspieler                                          | 76    |       |
| 30. Juni | Fritz Oliven                         | deutscher Jurist und Schriftsteller                                                 | 82    |       |
| 30. Juni | Silvia Zenari                        | italienische Botanikerin                                                            | 61    |       |
| Juni     | Walter Brown                         | US-amerikanischer Jazz- und Bluessänger                                             | 38    |       |
| Juni     | Karl Kirchberger                     | österreichischer Eishockeyspieler                                                   | ≈47   |       |